# Pedro Castiñeira
Pedro Francisco Castiñeira (Buenos Aires, 19 de agosto de 1908 - Buenos Aires, 6 de agosto de 1977) fue un militar argentino que tuvo gran importancia en la siderurgia de su país, como presidente de SOMISA. También fue comandante en jefe del Ejército entre el 3 y 4 de septiembre de 1959, ejerciendo brevemente este cargo durante una crisis interna del generalato. Alcanzó el grado de teniente general.

## Biografía
Egresó del Colegio Militar de la Nación en 1926 y se graduó de ingeniero militar en la Escuela Superior Técnica del Ejército Argentino. A mediados de la década de 1930 pasó a revistar como ayudante del general Manuel Savio, promotor de la siderurgia argentina y director de Frabricaciones Militares. Fue director de la Fábrica de Zinc Electrónico y se vinculó a la Sociedad Mixta Siderúrgica Argentina (Somisa), al servicio de la cual levantó un pequeño alto horno en Palpalá, impulsado a leña. También levantó una planta de chapas de hojalata.
Revistando con el grado de coronel, el alejamiento del general Savio del gobierno de Juan Domingo Perón y los conflictos internos en el Ejército llevaron a que fuera pasado a retiro en febrero de 1954. Poco antes había firmado con una empresa estadounidense el contrato para la instalación de los Altos Hornos de Somisa, a instalarse en San Nicolás de los Arroyos.
Tras el golpe de Estado de 1955 fue reincorporado al Ejército y ascendido al grado de general. Poco después fue nombrado presidente de Somisa. Al frente de la empresa creó los altos hornos de San Nicolás y expandió la actividad de Altos Hornos Zapla, además de iniciar la explotación de hierro en Sierra Grande.

## Crisis militar de septiembre de 1959
Durante el 3 y el 4 de septiembre de 1959 ejerció como comandante en jefe provisorio del Ejército Argentino, luego de que el ejecutivo dispuso el relevo de Carlos Severo Toranzo Montero tras encabezar una de sus tantas sublevaciones y no haber reconocido su desplazamiento de la jefatura del Ejército. Castiñeira asumió el comando en jefe en Campo de Mayo el día 3 mientras el general Toranzo Montero estaba declarado en rebeldía desde la Escuela de Mecánica del Ejército con asiento en Capital Federal. Finalmente, el 5 de septiembre la crisis se resolvió con la remoción de Castiñeira y la reasunción de Toranzo Montero como Comandante en Jefe del Ejército otra vez.

## Actividad posterior a su pase a retiro
En octubre de 1959, durante la presidencia de Arturo Frondizi, pasó a retiro, y le fue reconocido el grado de teniente general.
Volvió a estar al frente de Somisa, ocupando el cargo hasta octubre de 1974.
Falleció en Buenos Aires en el año 1977.

## Obra escrita
- Esto lo hicieron los argentinos (1972)
- La industria siderúrgica argentina (1975)